# Crash Team Racing Nitro-Fueled
Crash Team Racing Nitro Fueled es un videojuego, perteneciente al género de videojuego de karts desarrollado por el estudio Beenox y publicado por Activision. Es una remasterización del videojuego Crash Team Racing del año 1999, desarrollado originalmente por Naughty Dog para la PlayStation. También incluye contenido de los videojuegos Crash Nitro Kart, desarrollado originalmente por Vicarious Visions en el año 2003, y Crash Tag Team Racing, desarrollado originalmente por Radical Entertainment en 2005.
El videojuego se lanzó para las consolas PlayStation 4, Nintendo Switch y Xbox One el 21 de junio del año 2019.

## Jugabilidad
La dinámica del videojuego es similar al original, la cual consistía en disputar distintas modalidades de carreras junto a una serie de contrincantes a los que se puede atacar mediante diversas armas, vuelve a estar presente la característica principal de la saga de carreras de Crash por la que se pueden activar múltiples tipos de turbo a través de los saltos sincronizados y los derrapes.

### Modos de juego
Se ha confirmado el regreso de los modos clásicos de Crash Team Racing como lo son:
- Modo aventura: Trata la historia del torneo de Oxide, en la que distintos corredores tanto del bando de los villanos como de los héroes se reúnen para hacer frente al desafió extraterrestre de un tercer bando, el equipo Oxide liderado por Nitrous Oxide.

- Carrera Individual: Un modo de exhibición en el cual se disputan carreras en los distintos escenarios disponibles, con cualquiera de los corredores.

- Modo versus: Modo de carrera en el que diversos jugadores humanos compiten bajo condiciones de juego específicas de las carreras.

- Torneo: Habilitado para juego individual y multijugador, distintos jugadores compiten con la IA en un conjunto de mapas en un torneo por puntos para lograr un lugar en el podio de campeones.

- Contrarreloj: Parte del modo exhibición en el cual los jugadores recorren los mapas en modalidad estándar simplificada sin poderes, para establecer los mejores tiempos, los jugadores pueden guardar la reproducción de sus carreras como fantasmas para competencias contra uno mismo.

- Modo Batalla: Modo de juego en el que los jugadores compiten en mapas especiales diseñados específicamente para batallar con los superpoderes en una competición en la que los jugadores que acierten primero cierto número de golpes a los otros competidores ganan.
- Carrera de Anillos: Consiste en pasar por debajo de una cadena de anillos en el menor tiempo posible que a su vez van sumando tiempo y puntos al marcador dándonos velocidad extra, en cada vuelta disminuye el tamaño de los anillos haciendo más complicado pasar por debajo de ellos, el juego termina cuando el contador de tiempo llega a cero.

### Gran Premio
El gran premio (Grand Prix en inglés) fue una nueva modalidad del juego de poder jugar eventos para conseguir nuevos personajes, nuevas pistas, carros, skins, ítems y calcomanías mediante desafíos a modo de eventos. Consistía en ir acumulando puntos para ir llenando el indicador de nitro e ir ganando los premios, entre más lleno estuviese, mejores serían los premios. El porcentaje del indicador se llenaba más rápido si se jugaba con ciertos personajes y carros.
Como recompensa por quedar dentro del 5% de los mejores jugadores, en cada gran premio se otorgó un carro llamado "campeón" inspirado en la marca de automóviles Lamborghini, así como unas llantas especiales y un estampado temático correspondiente a cada temporada. Cada evento duró un mes aproximadamente y tuvo un total de ocho gran premio, desde julio de 2019 a febrero de 2020.
Los Gran Premio fueron anunciados por los pollos reporteros Chick & Stew de Crash Tag Team Racing en el tutorial del juego "CTR TV".
| Gran Premio                   | Gran Premio | Gran Premio |
| Nombre                        | Descripción | Duración |
| ----------------------------- | --- | --- |
| Gran premio "Nitro Tour"      | Primer evento del juego, la pista "Circuito Crepúsculo" está inspirada en los niveles del Antiguo Egipto y Antigua Arabia de Crash Bandicoot 3: Warped. Una de las cosas más novedosas de esa temporada fue la posibilidad de jugar con el "Nitro Squad" que incluye a las 4 chicas originales del podio (Ami, Megumi, Isabella y Liz) y Tawna Bandicoot, además se les añadieron nuevos aspectos deportivos para cada una y nuevos colores para los carros. | 03/07/2019 - 28/07/2019 |
| Gran premio "Back N' Time"    | En esta aventura, Crash Falso le robo el diapasón al Dr. N. Tropy y creó una ruptura en el espacio-tiempo haciendo que habitantes de las cavernas y criaturas prehistóricas se parecieran a él. En este Gran Premio, se agregó a Crash y a Coco en sus versiones bebés y al dinosaurio Baby T. Se añadió un nuevo circuito inspirado en la prehistoria llamado "Parque Prehistórico", entre los nuevos karts, se encuentra el Probulot 2000 (del videojuego Crash Tag Team Racing) que está totalmente inspirado en el DeLorean de las películas de Volver al Futuro. | 02/08/2019 - 25/08/2019 |
| Gran premio "Spyro & Friends" | Basada en la aventura de Spyro el Dragón, añadió nuevos personajes al juego como Spyro, Gnasty Gnorc y Hunter. Después de su última aparición como invitado en Crash Nitro Kart para la videoconsola portátil Game Boy Advance, vuelve a hacer su aparición especial. Esta temporada nos permitirá correr en el nuevo circuito llamado "Circuito Spyro", incluye diseños especiales inspirados en la saga del dragón como gemas en lugar de frutas wumpa y el reemplazo de Aku Aku por Sparx. | 30/08/2019 - 27/09/2019 |
| Gran Premio "Spooky"          | Ambientado en Halloween, tiene una pista temática llamada "Pesadilla de Nina". La protagonista de esta temporada es Nina Cortex, sobrina del Dr. Neo Cortex, además de ella, Komodo Moe y el Dr. Nitrus Brio fueron añadidos al juego. A modo de easter egg, en el circuito Castillo de Cortex y en Nitro Court se hacen más de una referencia a estos personajes (excepto Komodo Moe) mostrándonos desde antes que harían su aparición en un futuro. Este gran premio trajo actualizaciones importantes al juego, se agregó la opción de personalizar a los personajes con estadísticas diferentes a las originales, además incluyó el modo "Cazador de Fantasmas" que permite alcanzarlos en las carreras en línea y local para ir realizando desafíos. Se agregó la opción de personalizar el kart con stickers y colores dinámicos. | 04/10/2019 - 03/11/2019 |
| Gran Premio "Neon Circus"     | Cuenta con una nueva pista muy colorida y divertida llamada "Circo Koala", inspirada en los circos y ferias incluyendo elementos como payasos, aros, luces, cañones, etc. El protagonista de esta temporada es Koala Kong, sacado del Crash Bandicoot original, además se añadieron los personajes Pasadena O'Possum y Ebenezer Von Clutch de Crash Tag Team Racing. Con la actualización 1.14 se introdujo el nuevo modo de juego "Carrera de Anillos". En el modo aventura se colocaron 5 huevos dorados en puntos estratégicos para poder recolectarlos y llevarlos al mural que está en las Ruinas Perdidas para desbloquear al Rey Pollo. El primer huevo dorado se encuentra justo delante del puente de "Tubos de Roo", el segundo huevo dorado se consigue en el valle de las gemas sobre el podio, el tercer huevo dorado se consigue en las Ruinas Perdidas haciendo un gran salto delante de "Parque Coco", el cuarto huevo dorado se encuentra en el puente de Parque Glaciar, el quinto y último huevo dorado se encuentra en Ciudadela y para atraparlo se necesita saltar sobre la rampa hacia lado derecho. | 08/11/2019 - 08/12/2019 |
| Gran Premio "Winter Festival" | Este gran premio trae una nueva pista llamada "Jengibre Vertiginoso" con temática navideña y elementos de repostería y postres como pasteles, pan de jengibre, helados de crema, jaleas y caramelos de dulce. Se añadieron 5 nuevos personajes jugables, Rilla Roo sacado de Crash Bash para la PlayStation, Yaya Panda de los videojuegos de Crash para dispositivos móviles, Chick & Stew de Crash Tag Team Racing y Hasty (anteriormente conocido como Fasty). Además de los nuevos trajes para Crash, Coco, Spyro, Tawna, Yaya, Nash, Baby Crash, Baby Coco, Polar y Hasty, se añadieron nuevos carros como una máquina Quitanieves y el Cono de helado Dulce, así como llantas, pinturas y diseños nuevos basados en repostería. | 12/12/2019 - 12/01/2020 |
| Gran Premio "Rustland"        | Al inicio de "Winter Festival" el blog oficial de Beenox/Activision dio a conocer detalles de este gran premio diciendo: "Siente la alegría y comienza las vacaciones temprano el 12 de diciembre en el Gran Premio Winter Festival de Crash Team Racing Nitro-Fueled. Entonces esté atento a los detalles sobre el Gran Premio #7 después del año nuevo. ¡Prepárate para el caos post-apocalíptico de Rustland!". Este gran premio se basa en la post-apocalípsis y cuenta con la combinación de elementos industriales, desérticos y urbanos como máquinas, plantas generadoras de energía, grafitis, cadenas, metal oxidado y alambres de púas. A diferencia de otros gran premio, este es considerado como el más violento y rudo que recuerda mucho a otras franquicias como Twisted Metal o Mad Max. Cuenta con un circuito llamado "Megamix Mania" con el nuevo personaje del mismo nombre "Megamix", sacado del videojeugo Crash Bandicoot The Huge Adventure para la consola de videojuegos GBA siendo este la fusión de Cortex, Dr. N.Gin, Tiny Tiger y Dingodile. En el circuito se remplazaron las máscaras protectoras de los personajes por Apo Apo. En los circuitos al romper cajas de manera aleatoria se podrán conseguir wumpas doradas con la finalidad de conseguir wumpa coins extra el final de cada carrera, este nuevo desafío es muy parecido al "Cazador de Fantasmas" del Spooky Grand Prix. | 16/01/2020 - 16/02/2020 |
| Gran Premio "Gasmoxia"        | Último gran premio lanzado, Según Beenox/Activision, es "el mejor Gran Premio de todos". Está basada en la ciudad de donde es originario Nitros Oxide "Gasmoxia" y contará con un circuito basado en ese lugar llamado "Peligro Para Llevar" Con naves espaciales y servicio de comida rápida, justo antes de empezar la carrera se escucha a través de la bocina "Welcome to Toxic Burger, can I take your order?". Con su temática espacial y planetaria se añadirá el nuevo personaje Emperador Velo XXVII, villano principal de Crash Nitro Kart. Se añadirán trajes espaciales para Koala Kong, N. Brio, Ami, Liz, Megumi, Isabella, Tawna y Spyro. Se añadieron nuevos fantasmas para el modo contrarreloj de Emperador Velo XXVII, más desafiantes aun que los fantasmas de Nitros Oxide. Si el jugador consigue derrotar a ambos antes del fin del gran premio, obtendrá dos diseños exclusos para el carro "Campeón" | 20/02/2020 - 22/03/2020 |
| Otras actualizaciones         | | |
| Bonus Beenox Pack             | Aunque no es un gran premio, es un archivo de actualización lanzado el 26 de marzo de 2020, incluye nuevo contenido como aspectos de personajes y nuevos carros, además incluye un nuevo rediseño de Rilla Roo. Al juego se añadieron "Baby N. Tropy", "Baby Cortex", "Caja de punto de control" y el "Asistente de laboratorio" como nuevos personajes jugables. Para obtener la "Caja de punto de control" se colocó una caja especial con el símbolo de Beenox muy escondida en cada circuito, hay que romperlas todas para obtener el personaje. Al ya no haber gran premio, se remplazaron los desafíos del gran premio por desafíos dentro del mismo juego para obtener wumpa coins extra. | Aunque no es un gran premio, es un archivo de actualización lanzado el 26 de marzo de 2020, incluye nuevo contenido como aspectos de personajes y nuevos carros, además incluye un nuevo rediseño de Rilla Roo. Al juego se añadieron "Baby N. Tropy", "Baby Cortex", "Caja de punto de control" y el "Asistente de laboratorio" como nuevos personajes jugables. Para obtener la "Caja de punto de control" se colocó una caja especial con el símbolo de Beenox muy escondida en cada circuito, hay que romperlas todas para obtener el personaje. Al ya no haber gran premio, se remplazaron los desafíos del gran premio por desafíos dentro del mismo juego para obtener wumpa coins extra. |

## Personajes
La lista de lanzamiento de personajes jugables en Nitro-Fueled incluye a todos los corredores que aparecen en Crash Team Racing y Crash Nitro Kart. Esto incluye personajes que anteriormente solo aparecían como oponentes jefes. Solo los ocho personajes base del Crash Team Racing original están inicialmente disponibles para los jugadores. Los otros personajes de Crash Team Racing se pueden desbloquear progresando en el modo aventura del juego y completando desafíos, mientras que los personajes de Crash Nitro Kart se desbloquean al comprarlos en Boxes.
Se agregaron varios personajes adicionales como parte de las actualizaciones gratuitas del videojuego posteriores al lanzamiento estos eventos se llamaron Grand Prix y se podían desbloquear a través de la progresión en los eventos del Gran Premio actualmente se pueden desbloquear a través de Boxes. Estos nuevos personajes incluyen a Tawna del original Crash Bandicoot; Baby T. de Warped ; Ami, Isabella, Megumi y Liz, quienes anteriormente aparecieron como personajes no jugables en Crash Team Racing ; versiones de bebés de Crash y Coco; el personaje invitado Spyro el Dragón, quien previamente apareció en la versión de Game Boy Advance de Nitro Kart, además de Hunter, Gnasty Gnorc y Sparx, después se agregó a Nina Cortex, Nitrus Brio, y el otro hermano de los hermanos Komodo siendo Komodo Moe, después se agregó a Pasadena O' Possum y Ebenezer Von Clutch (personajes de Crash Tag Team Racing, Koala Kong y un nuevo personaje Pollo Real o King Chicken en inglés, en diciembre se anexaron 5 personajes más siendo: Chick Gizzard Libs y Stew presentadores de los Grandes Premios, Rilla Roo (visto por última vez en Crash Bash, Yaya Panda (personaje que sólo había aparecido en juegos de móviles), y Hasty un nuevo personaje,  después se anexó a Mega-Mix (visto por última vez en Crash Bandicoot 2: N-Tranced, y una nueva Máscara Apo Apo y en el último gran premio se anexó al Emperador Velo XXVII. Se incluyeron 5 personajes adicionales al juego siendo: la Caja de Punto de Control, el Ayudante de Laboratorio, Las versiones bebés de Neo Cortex y N. Tropy, y Rilla Roo Original (este último se incluyó ya que el Rilla Roo que se incluyó en diciembre de 2019 recibió críticas por el rostro del personaje). Asimismo, durante una entrevista de Facebook Gaming a los desarrolladores en el E3 2019, estos mencionaron que está en planes la integración del contenido de Crash Tag Team Racing tanto personajes como pistas adaptadas al juego solo los personajes llegaron al juego.
Los personajes de cada Gran Premio solo estarán disponibles temporalmente. Una vez finalizado el evento, los personajes que no sean desbloqueados desaparecerán por un tiempo hasta ser reintegrados en Boxes de forma permanente.
Algunos personajes aparecieron en el juego pero solo como cameo estos personajes son: Madame Amberley, Rusty Walrus, Evil Crash y los Gemelos Malvados del Crash Twinsanity.
| Iniciales                | Iniciales | Iniciales   | Iniciales | Iniciales       |
| Personaje                | Velocidad | Aceleración | Giro      | Máscara(s)      |
| ------------------------ | --------- | ----------- | --------- | --------------- |
| Crash Bandicoot          | ●●●●●○○   | ●●●●●○○     | ●●●●●○○   | Aku Aku         |
| Dr. Neo Cortex           | ●●●●●○○   | ●●●●●○○     | ●●●●●○○   | Uka Uka         |
| Tiny Tiger               | ●●●●●●●   | ●●●○○○○     | ●●○○○○○   | Uka Uka         |
| Coco Bandicoot           | ●●●●○○○   | ●●●●●●●     | ●●●○○○○   | Aku Aku         |
| Dr. N.Gin                | ●●●●○○○   | ●●●●●●●     | ●●●○○○○   | Uka Uka         |
| Dingodile                | ●●●●●●●   | ●●●○○○○     | ●●○○○○○   | Uka Uka         |
| Polar                    | ●●●○○○○   | ●●●●○○○     | ●●●●●●●   | Aku Aku         |
| Pura                     | ●●●○○○○   | ●●●●○○○     | ●●●●●●●   | Aku Aku         |
| Desbloqueables           |           |             |           |                 |
| Pingüino Penta           | ●●●●●●●   | ●●●○○○○     | ●●○○○○○   | Aku Aku/Uka Uka |
| Ripper Roo               | ●●●○○○○   | ●●●●○○○     | ●●●●●●●   | Uka Uka         |
| Papu Papu                | ●●●●●●●   | ●●●○○○○     | ●●○○○○○   | Uka Uka         |
| Komodo Joe               | ●●●●●○○   | ●●●●●○○     | ●●●●●○○   | Uka Uka         |
| Pinstripe                | ●●●●○○○   | ●●●●●●●     | ●●●○○○○   | Uka Uka         |
| Fake Crash               | ●●●●●○○   | ●●●●●○○     | ●●●●●○○   | Uka Uka         |
| Nitros Oxide             | ●●●●○○○   | ●●●●●●●     | ●●●○○○○   | Máscara de Velo |
| Dr. Nefarious Tropy      | ●●●●●●●   | ●●●○○○○     | ●●○○○○○   | Uka Uka         |
| Crash Nitro Kart         |           |             |           |                 |
| Crunch Bandicoot         | ●●●●●●●   | ●●●○○○○     | ●●○○○○○   | Aku Aku         |
| Krunk                    | ●●●○○○○   | ●●●●○○○     | ●●●●●●●   | Máscara de Velo |
| Norm pequeño             | ●●●●●○○   | ●●●●●○○     | ●●●●●○○   | Máscara de Velo |
| Norm grande              | ●●●●●●●   | ●●●○○○○     | ●●○○○○○   | Máscara de Velo |
| Nash                     | ●●●●○○○   | ●●●●●●●     | ●●●○○○○   | Máscara de Velo |
| N. Trance                | ●●●●○○○   | ●●●●●●●     | ●●●○○○○   | Máscara de Velo |
| Velo Verdadero           | ●●●○○○○   | ●●●●○○○     | ●●●●●●●   | Máscara de Velo |
| Geary                    | ●●●●●○○   | ●●●●●○○     | ●●●●●○○   | Máscara de Velo |
| Zam                      | ●●●○○○○   | ●●●●○○○     | ●●●●●●●   | Máscara de Velo |
| Zem                      | ●●●●●●●   | ●●●○○○○     | ●●○○○○○   | Máscara de Velo |
| Gran Premio              |           |             |           |                 |
| Tawna Bandicoot          | ●●●●○○○   | ●●●●●●●     | ●●●○○○○   | Aku Aku         |
| Ami                      | ●●●●●●●   | ●●●○○○○     | ●●○○○○○   | Aku Aku         |
| Megumi                   | ●●●●○○○   | ●●●●●●●     | ●●●○○○○   | Aku Aku         |
| Liz                      | ●●●○○○○   | ●●●●○○○     | ●●●●●●●   | Aku Aku         |
| Isabella                 | ●●●●●○○   | ●●●●●○○     | ●●●●●○○   | Aku Aku         |
| Crash Bebé               | ●●●○○○○   | ●●●●○○○     | ●●●●●●●   | Aku Aku         |
| Coco Bebé                | ●●●●○○○   | ●●●●●●●     | ●●●○○○○   | Aku Aku         |
| Baby T                   | ●●●●●●●   | ●●●○○○○     | ●●○○○○○   | Aku Aku         |
| Spyro                    | ●●●●●●●   | ●●●○○○○     | ●●○○○○○   | Sparx           |
| Hunter                   | ●●●●●○○   | ●●●●●○○     | ●●●●●○○   | Sparx           |
| Gnasty Gnorc             | ●●●○○○○   | ●●●●○○○     | ●●●●●●●   | Sparx           |
| Komodo Moe               | ●●●●●○○   | ●●●●●○○     | ●●●●●○○   | Uka Uka         |
| Dr. Nitrus Brio          | ●●●●○○○   | ●●●●●●●     | ●●●○○○○   | Uka Uka         |
| Nina Cortex              | ●●●●●●●   | ●●●○○○○     | ●●○○○○○   | Uka Uka         |
| Koala Kong               | ●●●●●●●   | ●●●○○○○     | ●●○○○○○   | Uka Uka         |
| Pasadena O' Possum       | ●●●●●●●   | ●●●○○○○     | ●●○○○○○   | Aku Aku         |
| Ebenezer Von Clutch      | ●●●●●○○   | ●●●●●○○     | ●●●●●○○   | Aku Aku         |
| Rey Pollo                | ●●●●●●○   | ●●○○○○○     | ●●●○○○○   | Todas           |
| Rilla Roo                | ●●●○○○○   | ●●●●○○○     | ●●●●●●●   | Uka Uka         |
| Yaya Panda               | ●●●●●●●   | ●●●○○○○     | ●●○○○○○   | Aku Aku         |
| Hasty                    | ●●●●●●○   | ●●○○○○○     | ●●●○○○○   | Aku Aku         |
| Chick                    | ●●●●●○○   | ●●●●●○○     | ●●●●●○○   | Aku Aku         |
| Stew                     | ●●●●○○○   | ●●●●●●●     | ●●●○○○○   | Aku Aku         |
| Megamix                  | ●●●●●○○   | ●●●●●○○     | ●●●●●○○   | Uka Uka         |
| Emperador Velo XXVII     | ●●●●○○○   | ●●●●●●●     | ●●●○○○○   | Máscara de Velo |
| Adicionales              |           |             |           |                 |
| Caja de Punto de Control | ●●●●●●○   | ●●○○○○○     | ●●●○○○○   | Todas           |
| Ayudante de Laboratorio  | ●●●○○○○   | ●●●●○○○     | ●●●●●●●   | Uka Uka         |
| N. Tropy Bebé            | ●●●●○○○   | ●●●●●●●     | ●●●○○○○   | Uka Uka         |
| Cortex Bebé              | ●●●●●○○   | ●●●●●○○     | ●●●●●○○   | Uka Uka         |
| Rilla Roo (Original)     | ●●●●●●●   | ●●●○○○○     | ●●○○○○○   | Uka Uka         |

*En "Circuito Spyro" todos los corredores tienen como máscara a Sparx.
*En "Megamix Mania" todos los corredores tiene como máscara a Apo Apo.

## Doblaje
| Personaje                           | Actor de voz original    | Actor de doblaje Latino | Actor de doblaje Español |
| Crash Team Racing                   | Crash Team Racing        | Crash Team Racing       | Crash Team Racing        |
| ----------------------------------- | ------------------------ | ----------------------- | ------------------------ |
| Crash Bandicoot                     | Jess Harnell             | Jess Harnell            | Jess Harnell             |
| Dr. Neo Cortex                      | Lex Lang                 | Leonardo García         | Carlos Del Pino          |
| Tiny Tiger                          | John DiMaggio            | Eduardo Fonseca         | Rafael Azcárraga         |
| Coco Bandicoot                      | Debi Derryberry          | Circe Luna              | Marta Sainz              |
| Dr. N. Gin                          | Corey Burton             | Kristoffer Romo         | Alfredo Martínez         |
| Dingodile                           | Fred Tatasciore          | ¿?                      | Jorge García Insúa       |
| Polar                               | Misty Lee                | Misty Lee               | Misty Lee                |
| Pura                                | Misty Lee                | Misty Lee               | Misty Lee                |
| Pingüino Penta                      | Fred Tatasciore          | Fred Tatasciore         | Fred Tatasciore          |
| Ripper Roo                          | Andrew Morgado           | Andrew Morgado          | Andrew Morgado           |
| Papu Papu                           | Dwight Schultz           | Jorge Lapuente          | Roberto Encinas          |
| Komodo Joe                          | Fred Tatasciore          | Ricardo Mendoza         | Carlos Salamanca         |
| Pinstripe                           | Robbie Daymond           | Dafnis Fernández        | Antonio Abenójar         |
| Fake Crash                          | Andrew Morgado           | Andrew Morgado          | Andrew Morgado           |
| Nitros Oxide                        | Corey Burton             | Eduardo Ramírez         | Abraham Aguilar          |
| Dr. Nefarious Tropy                 | Corey Burton             | Raúl Anaya              | Rafael Azcárraga         |
| Crash Nitro Kart                    |                          |                         |                          |
| Crunch Bandicoot                    | Ike Amadi                | César Soto              | Pedro Tena               |
| Krunk                               | Andrew Morgado           | César Beltrán           | Julián Rodríguez         |
| Nash                                | Dwight Schultz           | César Beltrán           | Julián Rodríguez         |
| Geary                               | Dwight Schultz           | Kristoffer Romo         | Jesús Barreda            |
| Zam                                 | Andrew Morgado           | Andrew Morgado          | Andrew Morgado           |
| Zem                                 | André Sogliuzzo          | Eduardo Fonseca         | Alfredo Martínez         |
| Velo Verdadero                      | André Sogliuzzo          | Emmanuel Bernal         | Antonio Ramírez De Antón |
| Norm grande                         | André Sogliuzzo          | Gerardo Alonso          | Julián Rodríguez         |
| N. Trance                           | Michael Gough            | Gerardo Alonso          | Antonio Domínguez        |
| Norm pequeño                        | Robbie Daymond           | Robbie Daymond          | Robbie Daymond           |
| Gira Nitro                          |                          |                         |                          |
| Tawna Bandicoot                     | Misty Lee                | Circe Luna              | Marta Sainz              |
| Megumi                              | Stephanie Sheh           | Circe Luna              | Blanca (Neri) Hualde     |
| Ami                                 | Cissy Jones              | Dolores Mondragón       | Rosa Vivas               |
| Liz                                 | Victoria Atkin           | Pamela Goñi             | Rosa Vivas               |
| Isabella                            | Melanie Minichino        | Julieta Rivera          | Yolanda Pérez Segoviano  |
| Atrás N' El Tiempo                  |                          |                         |                          |
| Crash Bebé                          | Jess Harnell             | Jess Harnell            | Jess Harnell             |
| Coco Bebé                           | Debi Derryberry          | Circe Luna              | Marta Sainz              |
| Baby T                              | Ike Amadi                | Ike Amadi               | Ike Amadi                |
| Spyro y sus Amigos                  |                          |                         |                          |
| Spyro                               | Tom Kenny                | Luis Daniel Ramírez     | Miguel Antelo            |
| Hunter                              | Robbie Daymond           | Manuel Campuzano        | Juan Navarro Torelló     |
| Gnasty Gnorc                        | Michael Gough            | César Soto              | Pedro Tena               |
| Espeluznante                        |                          |                         |                          |
| Komodo Moe                          | Fred Tatasciore          | Eduardo Fonseca         | Alfredo Martínez         |
| Dr. Nitrus Brio                     | Tom Kenny                | Beto Castillo           | Jesús Barreda            |
| Nina Cortex                         | Debi Derryberry          | Pamela Goñi             | Blanca (Neri) Hualde     |
| Circo Neón                          |                          |                         |                          |
| Koala Kong                          | Fred Tatasciore          | Guillermo Rojas         | Antonio Domínguez        |
| Pasadena O' Possum                  | Debi Derryberry          | Dolores Mondragón       | Blanca (Neri) Hualde     |
| Evenezer Von Clutch                 | John DiMaggio            | Emmanuel Bernal         | Antonio Ramírez De Antón |
| Pollo Real                          | Fred Tatasciore          | Fred Tatasciore         | Fred Tatasciore          |
| Festival Invernal                   |                          |                         |                          |
| Rilla Roo                           | Andrew Morgado           | Andrew Morgado          | Andrew Morgado           |
| Yaya Panda                          | Stephanie Sheh           | Analiz Sánchez          | Isacha Mengíbar          |
| Hasty                               | Robbie Daymond           | César Soto              | Pedro Tena               |
| Chick                               | Roger Craig Smith        | Miguel Ángel Botello    | José Ángel Fuentes       |
| Stew                                | Kevin Michael Richardson | Ricardo Méndez          | Adolfo Pastor            |
| Postapocalíptico                    |                          |                         |                          |
| Megamix                             | Lex Lang                 | Leonardo García         | Carlos del Pino          |
| Gasmoxia                            |                          |                         |                          |
| Emperador Velo XXVII                | André Sogliuzzo          | Emmanuel Bernal         | Antonio Ramírez De Antón |
| Contenido pos-gran premio           |                          |                         |                          |
| Caja de Punto de Control            | N/A                      | N/A                     | N/A                      |
| Ayudante de Laboratorio             | Jess Harnell             | Jess Harnell            | Jess Harnell             |
| N. Tropy Bebé                       | Corey Burton             | Raúl Anaya              | Rafael Azcárraga         |
| Cortex Bebé                         | Lex Lang                 | Leonardo García         | Carlos del Pino          |
| Rilla Roo (Original)                | Andrew Morgado           | Andrew Morgado          | Andrew Morgado           |
| Personajes No Jugables              |                          |                         |                          |
| Aku Aku                             | Greg Eagles              | Marco Viloria           | Salvador Serrano         |
| Uka Uka                             | John DiMaggio            | Santos Alberto          | Jorge García Insúa       |
| Máscara de Velo                     | André Sogliuzzo          | André Sogliuzzo         | André Sogliuzzo          |
| Sparx                               | André Sogliuzzo          | André Sogliuzzo         | André Sogliuzzo          |
| Apo Apo                             | ¿?                       | ¿?                      | ¿?                       |
| Anunciador de "Peligro para llevar" | Gregg Berger             | Erick Selim             | Carlos Del Pino          |
| Narrador                            | Lex Lang                 | Leonardo García         | Carlos Del Pino          |

## Desarrollo
Después del éxito de la trilogía Crash Bandicoot N. Sane Trilogy, una colección de los primeros tres títulos de Crash Bandicoot, se especuló que una nueva versión de Crash Team Racing se llevaría a cabo en el futuro. En una entrevista con Vicarious Visions, la productora Kara Massie dijo que no descartaba la posibilidad de una nueva versión de Crash Team Racing para la PlayStation 4. También reconoció que se le preguntó repetidamente sobre Crash Team Racing por parte de los aficionados.
El videojuego se anunció en la The Game Awards el 6 de diciembre de 2018 y se lanzará para PlayStation 4 , Nintendo Switch y Xbox One el 21 de junio de 2019. Al igual que en N. Sane Trilogy, el juego fue recreado desde cero con nuevos elementos, y agregando nuevo contenido que incluye nuevas pistas, juego en línea, personalización de coches incluyendo los coches de las secuelas indirectas del juego Crash Nitro Kart (2003) y Crash Tag Team Racing (2005) y el antagonista principal del juego, Nitros Oxide, quien fue exclusivamente un personaje principal en el juego original ahora como un personaje jugable desbloqueable.

## Lanzamiento
Los jugadores que pre-ordenaron el videojuego recibieron un conjunto de trajes de personajes de "Electron" para Crash, Coco y Cortex. En diciembre de 2018, junto con el videojuego, se anunció una "Edición Nitros Oxide" premium de Nitro-Fueled, mientras que sus contenidos se detallaron en abril de 2019. La Edición Nitrous Oxide ofrece acceso inmediato al kart Hovercraft desbloqueable y a los personajes Nitros Oxide, Crunch, Zem y Zam, junto con máscaras de personajes adicionales y opciones de personalización de kart no disponibles en el videojuego base.
La versión de PlayStation 4 de Nitro-Fueled incluye trajes exclusivos para Crash, Coco y Cortex basados en sus apariencias poligonales de Crash Team Racing original, junto con karts de baja densidad de polietileno adicionales y una pista extra de temática retro. Los jugadores que pre-ordenaron esta versión también recibieron un juego de calcomanías con temáticas de PlayStation para la personalización de kart.

## Recepción
Crash Team Racing Nitro-Fueled ha recibido "críticas generalmente favorables" de acuerdo con el sitio de crítica y reseña Metacritic. John Blair declara "más divertido y completo que Mario Kart 8 y más eficiente que Team Sonic Racing, Crash Nitro Fueled ofrece una experiencia que supera con creces a su competencia"
En su primera semana Crash Team Racing Nitro-Fueled logró una recepción muy positiva tanto del público como de la crítica especializada, James Conelly en entrevista declaró "Emula la experiencia del Crash Team Racing original y te lleva a un nuevo mundo de posibilidades, obligatorio para los fanáticos de la saga, y totalmente recomendado para los que no lo son y que buscan una experiencia más completa y positiva que con Mario Kart o Team Sonic".

### Recepción comercial
Crash Team Racing Nitro Fueled debutó en el puesto Nro. 1 de ventas de videojuegos de Reino Unido, aunque al inicio de julio fue superado por Super Mario Maker 2 entre las dos primeras semanas, vendiendo más de 2 millones de copias tanto en Reino Unido como en España. Se han vendido 10 millones de copias a nivel mundial en tan solo un mes de su lanzamiento, superando a su predecesor Crash Bandicoot N. Sane Trilogy (2017) y convirtiéndose en el segundo mejor estreno para un videojuego de junio en la lista británica, superando a The Crew 2 (2018). Se estiman que se vendieron 552 mil copias digitales de Crash Team Racing Nitro-Fueled.

## Premios y nominaciones
| Año  | Premio                                               | Categoría                               | Resultado |
| ---- | ---------------------------------------------------- | --------------------------------------- | --------- |
| 2019 | The Game Awards                                      | Mejor Videojuego de Carreras o Deportes | Ganador   |
| 2019 | Game Critics Awards - IGN's 2019                     | Mejor Videojuego de Carreras            | Ganador   |
| 2019 | Brazil Game Awards                                   | Mejor Videojuego de Carreras            | Ganador   |
| 2019 | PlayStation.Blog Game of the Year 2019               | Mejor Videojuego de Deportes            | Ganador   |
| 2019 | PlayStation LifeStyle’s Game of the Year 2019 Awards | Mejor Juego de Deportes/Carrera         | Nominado  |
| 2019 | PlayStation LifeStyle’s Game of the Year 2019 Awards | Mejor Juego Familiar                    | Nominado  |
| 2020 | DICE Awards                                          | Juego de Velocidad del Año              | Nominado  |

## Diferencias con la versión original
- Nueva interfaz para el menú principal y los otros menús del videojuego.

- Nuevo motor gráfico, para permitir gráficos 3D y texturas HD.

- Modo campaña reelaborado, se han rediseñado parcialmente los mapas.

- Cinemáticas rehechas, tanto las introductorias, como las del modo campaña.

- La cinemática de la introducción toma lugar en Canadá (ya que la desarrolladora del videojuego es Beenox de dicho país) y no en las Islas Wumpa en donde ocurren las aventuras de Crash.

- Nuevos personajes jugables, circuitos y karts.

- Actuaciones de voz rehechas, con actores nuevos y diálogos, ahora disponibles también en español latino e idioma portugués.

- Elaborado el modo de juego multijugador en línea.

- Se permite la modificación de autos (Incluyendo los autos de Crash Nitro Kart y Crash Tag Team Racing)

- Incluye todas las pistas de Crash Nitro Kart rehechas para ajustarlas a la jugabilidad original de Crash Team Racing, eliminando todas las secciones de antigravedad de aquellas pistas.

- El modo de juego regular ahora permite más de 4 jugadores.

- Se han creado nuevos minijuegos para las partidas regulares tanto para un solo jugador como para multijugador.

- Nitros Oxide es jugable en esta versión.

- Incluye Modo Espejo y carrera de anillos.
- Incluye compras locales con wumpa coins.